# Jeddito
Jeddito – jednostka osadnicza w Stanach Zjednoczonych, w stanie Arizona, w hrabstwie Navajo.